# Stará Voda (okres Cheb)
Stará Voda (Duits: Altwasser, Nederlands letterlijk: Oud Water) is een gemeente in de Tsjechische regio Karlsbad. De gemeente ligt op 605 meter hoogte aan de grens met Duitsland, tussen de gebergtes Slavkovský les en Český les. Dit laatste gebied wordt vaak gezien als onderdeel van het Bohemer Woud. In de gemeente ligt de berg Dyleň (Duits: Tillenberg, 939 meter).
Stará Voda ligt twee kilometer ten zuidwesten van de stad Lázně Kynžvart. In de gemeente Stará Voda ligt een spoorwegstation aan de spoorlijn Cheb - Mariënbad, maar dit is eigenlijk het spoorwegstation van de stad Lázně Kynžvart.

## Geschiedenis
De eerste vermelding van het dorp stamt uit het jaar 1380.
Stará Voda begon te groeien toen het een aansluiting kreeg op het spoorwegennet in 1872. Het station Lázně Kynžvart werd op grondgebied van Stará Voda gebouwd. In 1880 woonden er 1135 mensen in de gemeente, en in 1930 was dit aantal nagenoeg gelijk gebleven (1112). Na de Tweede Wereldoorlog werden echter alle Duitse inwoners verdreven, wat ervoor zorgde dat er in 1950 nog maar 368 inwoners over waren.
Aš · 
Cheb · 
Dolní Žandov · 
Drmoul · 
Františkovy Lázně · 
Hazlov · 
Hranice · 
Krásná · 
Křižovatka · 
Lázně Kynžvart · 
Libá · 
Lipová · 
Luby · 
Mariënbad (Mariánské Lázně) · 
Milhostov · 
Milíkov · 
Mnichov · 
Nebanice · 
Nový Kostel · 
Odrava · 
Okrouhlá · 
Ovesné Kladruby · 
Plesná · 
Podhradí · 
Pomezí nad Ohří · 
Poustka · 
Prameny · 
Skalná · 
Stará Voda · 
Teplá · 
Trstěnice · 
Třebeň · 
Tři Sekery · 
Tuřany · 
Valy · 
Velká Hleďsebe · 
Velký Luh · 
Vlkovice · 
Vojtanov · 
Zádub-Závišín